# Cyma Zarghami
 (septembre 2021).
Si vous disposez d'ouvrages ou d'articles de référence ou si vous connaissez des sites web de qualité traitant du thème abordé ici, merci de compléter l'article en donnant les références utiles à sa vérifiabilité et en les liant à la section « Notes et références ».
Cyma Zarghami (en persan : سیما ضرغامی, née le 15 décembre 1962) est une personnalité du cinéma américaine d'origine iranienne. Elle fut cadre de la télévision par câble, présidente de Nickelodeon et de Viacom Media Networks Kids & Family Group jusqu'en 2018. Elle en est la fondatrice. Enfin elle est également la PDG de MiMo Studios.

## Jeunesse
Zarghami est né à Abadan, en Iran, d'un père iranien, Gholam, et d'une mère écossaise, Catherine. La famille a ensuite déménagé au Canada et finalement à Englewood, New Jersey, où elle a obtenu son diplôme dans la classe de 1980 de la Dwight-Englewood School et a reçu le Distinguished Alumni Award de l'école. À Dwight-Englewood, elle a joué au crosse.
En 1980, Zarghami est entrée à l'Université du Vermont à Burlington, dans le Vermont, en tant que majeure en éducation élémentaire, avant de changer sa majeure en Anglais; elle n'a pas terminé le diplôme. Zarghami a reçu un diplôme honorifique de l'Université du Vermont College of Education and Social Services en 2000.

## Carrière
Zarghami a voyagé en Europe après avoir quitté l'université, puis est retourné à Burlington pour travailler pour Business Digest.
Zarghami a rejoint Nickelodeon en tant que commis à la programmation en 1985. Elle a gravi les échelons du service de programmation et est devenue directrice générale de la chaîne en 1996[source secondaire nécessaire]. Zarghami a été promu directeur général et vice-président exécutif en 1997[source secondaire nécessaire]. En 2004, le poste de présidente de Nickelodeon Television a été créé pour Zarghami[pas clair]. Après la démission d'Herb Scannell le 5 janvier 2006, Zarghami est devenu président du groupe Kids & Family nouvellement formé[source secondaire nécessaire], qui comprenait Nickelodeon, Nick@Nite, Nick Jr., TeenNick, Nicktoons, TV Land, CMT et CMT Pure Country. Le 4 juin 2018, Zarghami a démissionné de son poste de président de Nickelodeon après 33 ans avec le réseau[source secondaire nécessaire].
En février 2020, elle a lancé une société de production et une société de conseil, MiMo Studios[source secondaire souhaitée].

## Vie personnelle
Zarghami vit à New York avec son mari George Obergfoll, un régisseur, et leurs trois fils. Elle a auparavant siégé au conseil d'administration du Musée de la jeunesse à Manhattan .